# Гвардија (Алесандрија)
Гвардија (итал. Guardia) је насеље у Италији у округу Алесандрија, региону Пијемонт.
Према процени из 2011. у насељу је живело 13 становника. Насеље се налази на надморској висини од 343 м.